# Xander Bogaerts
Xander Jan Bogaerts (nacido el 1 de octubre de 1992) apodado el "X-Man" y "Bogey" o "Bogie", es un campocorto de béisbol profesional de Aruba, que juega para los San Diego Padres de las Grandes ligas (MLB) y el equipo nacional de béisbol de los Países Bajos. 
Después de ser contratado como agente libre por los Medias Rojas en 2009, Bogaerts hizo su debut en la MLB en 2013, apareciendo en 30 juegos entre la temporada regular y la postemporada, y ayudando a los Medias Rojas a ganar el campeonato de la Serie Mundial. Se convirtió en los Medias Rojas a partir campocorto en 2014, y fue galardonado con la Liga Americana's premio Bate de Plata en la posición en la parte trasera de años atrás, 2015 y 2016, y de nuevo en 2019.

## Carrera profesional

### Ligas menores
Mike Lord, un cazatalentos de los Medias Rojas de Boston, descubrió a Bogaerts a la edad de 16 años, en 2009. Después de no jugar béisbol durante dos semanas debido a la varicela , Bogaerts jugó para Lord, quien lo recomendó a Craig Shipley , los Medias Rojas. 'vicepresidente de exploración internacional. Shipley voló a Aruba para ver jugar a Bogaerts. Los Medias Rojas lo firmaron con un contrato con un bono por firmar de $410,000.
Bogaerts hizo su debut profesional en 2010 en la Liga Dominicana de Verano (DSL), donde tuvo un promedio de bateo de .314 , porcentaje de embase de .396 y porcentaje de slugging de .423 . Lideró a los Medias Rojas de DSL en cada una de esas categorías, junto con hits (75), jonrones (3), carreras impulsadas (42) y bases totales (101). Fue quinto en la DSL en carreras impulsadas y décimo en bases totales, y tuvo un porcentaje de fildeo de .929 . Al año siguiente, a los 18 años, Bogaerts jugó para Greenville Drive de la Clase A South Atlantic League , donde tenía una línea de barra de .260 / .324 / .509, fildeó .924 y conectó 16 jonrones en 72 juegos.
Durante la temporada 2012, Bogaerts comenzó en la Clase A y terminó jugando con los Portland Sea Dogs de la Clase AA Eastern League. Fue nombrado para aparecer en el All-Star Futures Game de 2012. De cara a la temporada 2013, Bogaerts ocupó el sexto lugar en la lista de los 100 mejores prospectos de MLB.com, octavo en la lista de los 100 mejores prospectos de Baseball America, y fue clasificado como el quinto mejor prospecto por ESPN . Ley de Keith, quien lo describió como "Aún con solo 20 años, Bogaerts ha estado jugando un campocorto sólido para Portland con una sólida tasa de boletos, pero aún no está generando la potencia que se espera de su explosivo swing".  

### Medias Rojas de Boston (2013-2015)

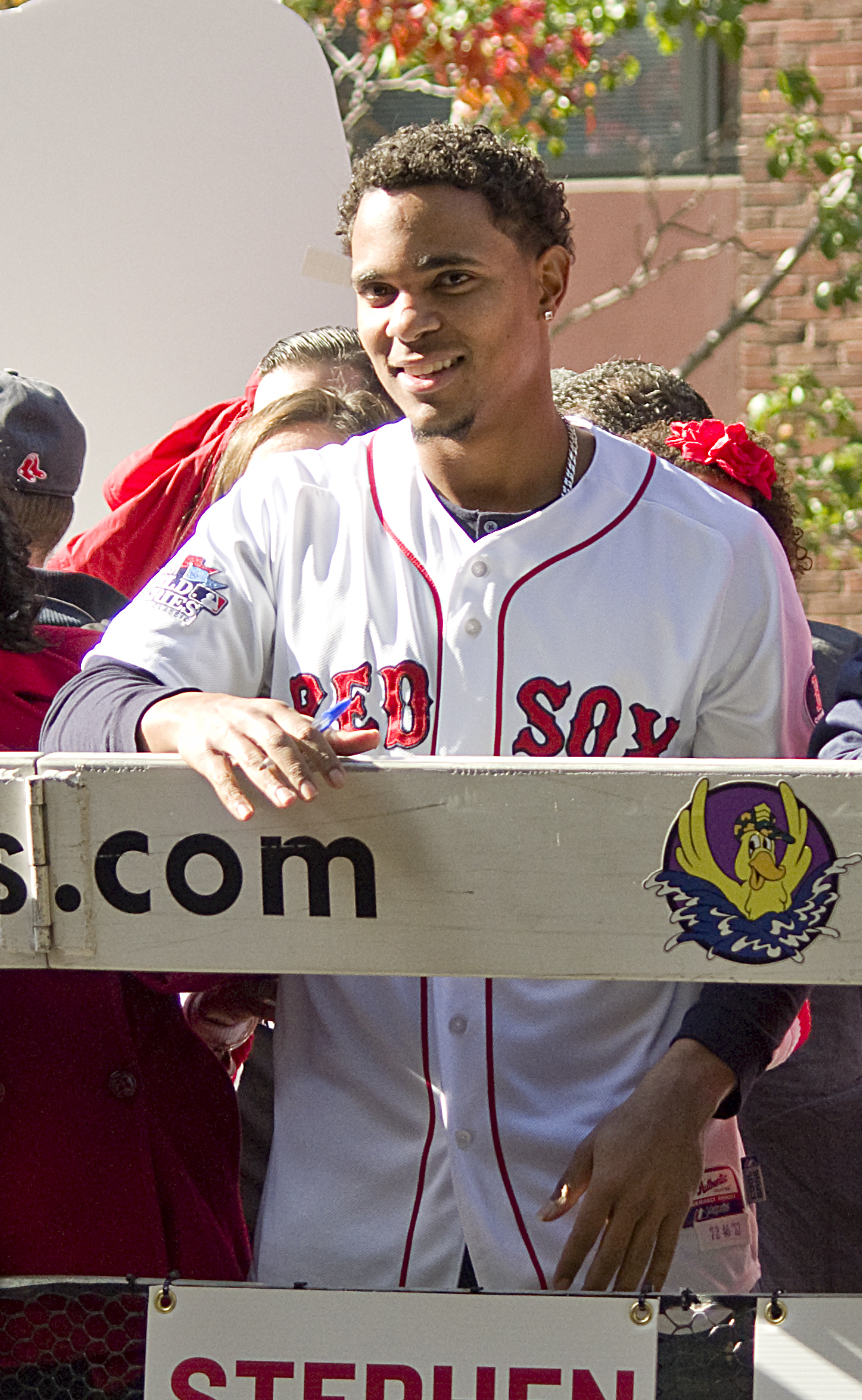
Bogaerts celebrating the 2013 World Series championship

Bogaerts comenzó la temporada con Portland y fue ascendido a los Medias Rojas de Pawtucket de la Liga Internacional Triple-A a mediados de junio. Los Medias Rojas promovieron a Bogaerts a las ligas mayores el 19 de agosto. Bogaerts hizo su debut en la MLB el 20 de agosto contra los Gigantes de San Francisco . Consiguió su primer hit en las Grandes Ligas cinco días después contra los Dodgers de Los Ángeles . El 7 de septiembre, Bogaerts conectó su primer jonrón de Grandes Ligas contra el lanzador de los Yankees de Nueva York, Jim Miller. Al final de la temporada 2013 de las ligas menores, Bogaerts ganó USA TodayHonores al Jugador del Año de las Ligas Menores y fue incluido en el Equipo de Estrellas de las Ligas Menores de Baseball America 2013. Durante su breve paso por las mayores en 2013, Bogaerts apareció en 18 juegos bateando .250 con un jonrón, cinco carreras impulsadas y una base robada.
A pesar de debutar al final de la temporada, Bogaerts fue parte del roster activo de 25 hombres durante la postemporada. Bogaerts tuvo una sólida actuación en la postemporada, ya que bateó para .296 con dos carreras impulsadas en 12 juegos de postemporada, lo que finalmente llevó a los Medias Rojas a ganar su octava Serie Mundial en la historia de la franquicia. Bogaerts también se convirtió en el jugador más joven en pegar un triple en la historia de la Serie Mundial.
Bogaerts comenzó la temporada 2014 como campocorto titular de Boston. El 29 de mayo, Bogaerts tuvo su primera aparición en el plato por un error de tiro del antesalista de los Bravos de Atlanta Chris Johnson , lo que permitió que el jardinero de los Medias Rojas Jackie Bradley Jr. anotara. El 2 de junio, los Medias Rojas firmaron nuevamente a Stephen Drew y Bogaerts fue trasladado de regreso a la tercera base. Bogaerts regresó al campo corto una vez más cuando los Medias Rojas enviaron a Drew a los rivales Yankees de Nueva York en la fecha límite de intercambio el 31 de julio. Durante la temporada, Bogaerts jugó 99 juegos en el campo corto y 44 juegos en la tercera base, mientras bateaba .240 con 12 en casa. carreras y 46 impulsadas.
En 2015, Bogaerts lideró a los Medias Rojas con un promedio de .320, el más alto de su carrera (junto con siete jonrones y 81 carreras impulsadas), terminando en segundo lugar solo detrás de Miguel Cabrera por el título de bateo de la Liga Americana . Desde finales de julio, Bogaerts empezó a batear en segundo o tercer lugar exclusivamente. Logró 10 hits con las bases llenas, la mayor cantidad en MLB para 2015. Recibió el premio Silver Slugger de la Liga Americana para campocorto. Además de su gran ofensiva, Bogaerts también fue finalista del Rawlings Gold Glove Award como campocorto.

### 2016 presente

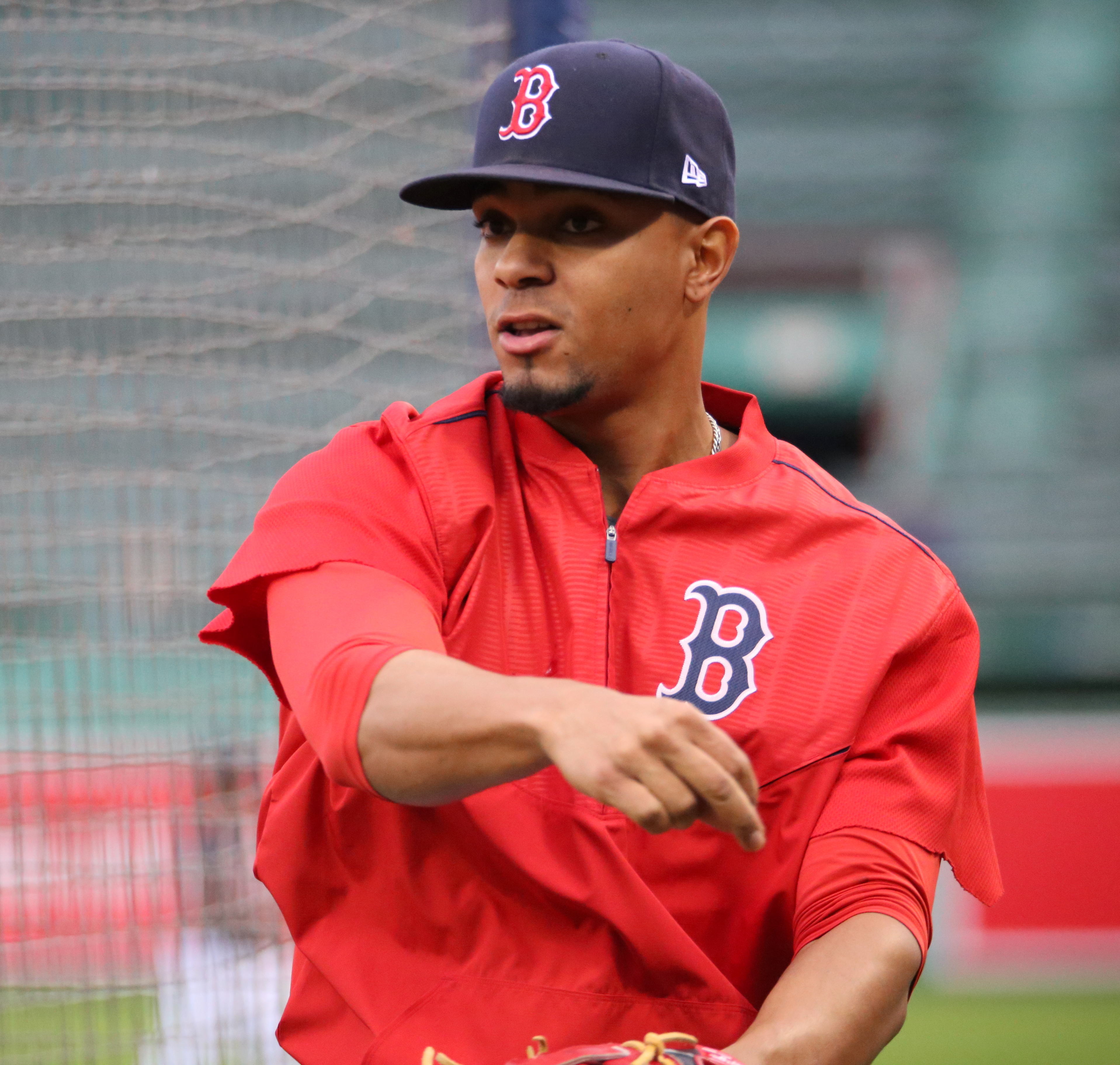
Bogaerts with the Red Sox in 2016

En 2016, Bogaerts volvió a comenzar la temporada como el campocorto titular de los Medias Rojas, principalmente bateando tercero. Entre el 6 de mayo y el 2 de junio, Bogaerts bateó con seguridad en 26 juegos consecutivos. Su racha de hits llegó a su fin en una derrota ante los Toronto Blue Jays el 3 de junio. Fue elegido para jugar en el MLB All-Star Game de 2016 , el primero de su carrera; comenzó en el campo corto y acertó 1 de 2 en el plato. Bogaerts terminó la temporada bateando .294 con 21 jonrones y 89 carreras impulsadas, y una vez más recibió el premio Silver Slugger de campocorto de la Liga Americana.
Bogaerts se convirtió en elegible para el arbitraje salarial en 2017. Él y los Medias Rojas evitaron una audiencia de arbitraje al acordar un salario de $ 4.5 millones para la temporada 2017. En 2017, Bogaerts usualmente bateó en el sexto lugar en el orden de bateo. El 6 de julio, fue golpeado en la muñeca derecha por un lanzamiento de Jacob Faria de los Tampa Bay Rays. Más tarde fue diagnosticado como un esguince en la articulación. A pesar de esto, Bogaerts declinó ser colocado en la lista de lesionados y jugó mientras estaba lesionado por el resto de la temporada. Más tarde admitió que esto fue un error, afirmando que pasó por un período de dos meses en el que no pudo balancearse cómodamente. Como resultado, terminó la temporada bateando .273 con solo 10 jonrones y 62 carreras impulsadas.
Bogaerts y los Medias Rojas acordaron un salario de $ 7.05 millones para la temporada 2018. Comenzó la temporada 2018 generalmente bateando quinto en la alineación. Logró dos grand slams en abril; uno el 7 de abril contra los Tampa Bay Rays, y otro el 30 de abril contra los Kansas City Royals. Bogaerts fue nombrado Jugador de la Semana de la Liga Americana durante la semana del 2 al 8 de julio. Conectó otro grand slam el 14 de julio, este fue un jonrón de entrada en entradas extra contra los Azulejos de Toronto. Para la temporada regular, Bogaerts tuvo 23 jonrones, 103 carreras impulsadas y un promedio de .288. Los Medias Rojas terminaron el año 108–54 y ganaron la Serie Mundial sobre los Dodgers de Los Ángeles. Bogaerts fue el único jugador que estuvo en la lista de los Medias Rojas tanto para la Serie Mundial de 2013 como para la de 2018.
Los Medias Rojas y Bogaerts llegaron a un acuerdo sobre un salario de $ 12 millones para la temporada 2019 en enero. El 1 de abril de 2019, los Medias Rojas anunciaron que firmaron a Bogaerts con una extensión de contrato de seis años por valor de 132 millones de dólares. El 3 de julio, MLB anunció que Bogaerts había sido seleccionado para el Juego de Estrellas de 2019. El 7 de septiembre, Bogaerts registró el hit número 1.000 de su carrera en la MLB, en un juego contra los Yankees de Nueva York. Bogaerts terminó la temporada 2019 con un promedio de .309, 52 dobles, 33 jonrones y 117 carreras impulsadas (segundo en la Liga Americana). Terminó quinto en la votación de Jugador Más Valioso de la Liga Americana de 2019. También ganó su tercer premio Silver Slugger.
Durante la temporada 2020 con retraso en el inicio, Bogaerts fue nuevamente el campocorto principal de Boston. El 2 de agosto contra los Yankees, conectó 4 hits con 2 jonrones y 3 carreras impulsadas. Bogaerts tuvo 2 juegos de robos múltiples el 12 de septiembre contra los Rays y el 18 de septiembre contra los Yankees. Terminó la temporada con una racha de 10 hits y 18 juegos consecutivos embasándose. En general con los Medias Rojas de 2020 , bateó .300 con 11 jonrones, 28 carreras impulsadas y 8 bases robadas en 56 juegos. Bogaerts lideró a todos los campocortos de la Liga Americana en jonrones y carreras impulsadas, y segundo en carreras, bases totales, en base porcentaje, slugging y OPS.

### Padres de San Diego (2023-presente)
El 7 de diciembre de 2022 Bogaerts y Padres de San Diego acuerdan por 11 años y US$280 millones

### Equipo de holanda
Bogaerts jugó para el equipo nacional holandés en la Copa del Mundo de Béisbol de 2011 (que ganó el campeonato), el Clásico Mundial de Béisbol de 2013, y el Clásico de Béisbol Mundial de 2017.

## Vida personal
Xander tiene un hermano gemelo, Jair. Jair también firmó con los Medias Rojas como agente libre internacional. Fue enviado a los Cachorros de Chicago antes de la temporada 2012 para completar la compensación con respecto a Theo Epstein.
Xander Bogaerts es el quinto arubano en jugar en MLB, después de Sidney Ponson, Calvin Maduro, Gene Kingsale y Radhames Dykhoff. En 2011, después de ganar la medalla de oro en la Copa del Mundo de Béisbol, Bogaerts fue incluido en la Orden de los Caballeros de Orange-Nassau por el Gobernador de Aruba. Bogaerts habla cuatro idiomas: inglés , español , holandés y papiamento , siendo los dos últimos los idiomas oficiales de Aruba. El 10 de febrero de 2021, la Escuela Commandeur Pieter Boer, en San Nicolás, Aruba, cambió de nombre y se convirtió en Scol Basico Xander Bogaerts.